# マッド・ハウス/珍入者撃退作戦
『マッド・ハウス/珍入者撃退作戦』（ちんにゅうしゃげきたいさくせん、Madhouse）は、1990年のアメリカ合衆国のコメディ映画。ジョン・ラロケット、カースティ・アレイ出演。

## ストーリー
カリフォルニアでの幸せで平和な夫婦の生活は、彼らの家に押し寄せた招かれざる客たちによって破綻させられる。
マーク・バニスターと妻のジェシー宛ての手紙が運送トラブルにより遅れたため、マークのいとこであるフレッドと、その妻バーニスが家を訪問することをマークたちは当日になってから知る。マークとジェシーは、嫌々ながら5日間だけの辛抱だと耐えることにした。だが空港まで送っていたときにバーニスが倒れ、彼女の医師から6ヶ月間安静にするよう指示される。
事はさらに悪化し、次から次へと人が家に乗り込んできて家を破壊する。地獄の55日を過ごした夫婦は、来客たちから家を取り戻すため復讐を開始する。

## キャスト
| 役名                 | 俳優                   | 日本語吹替                                                                   |
| 役名                 | 俳優                   | テレビ東京版                                                                 |
| -------------------- | ---------------------- | ---------------------------------------------------------------------------- |
| マーク・バニスター   | ジョン・ラロケット     | 江原正士                                                                     |
| ジェシー・バニスター | カースティ・アレイ     | 塩田朋子                                                                     |
| クローディア         | アリソン・ラプラカ     | 藤木聖子                                                                     |
| フレッド             | ジョン・ディール       | 納谷六朗                                                                     |
| バーニス             | ジェシカ・ランディ     | さとうあい                                                                   |
| ジョナサン           | ブラッドリー・グレッグ | 真殿光昭                                                                     |
| ウェス               | デニス・ミラー         | 岸野一彦                                                                     |
| デイル               | ロバート・ギンティ     | 小形満                                                                       |
| グリンドル           | ウェイン・ティピット   | 山下啓介                                                                     |
| スターク             | ポール・エイディング   | 秋元羊介                                                                     |
| その他               |                        | 亀井芳子 岡村明美 叶木翔子 辻親八 古田信幸 水原リン 稲葉実 渡辺美佐 小野英昭 |
|                      |                        |                                                                              |
| 演出                 |                        | 清水勝則                                                                     |
| 翻訳                 |                        | 熊谷國雄                                                                     |
| 調整                 |                        | 栗林秀年                                                                     |
| 効果                 |                        | 山本洋平                                                                     |
| 担当                 |                        | 田部井武雄 柴川謙一                                                          |
| プロデューサー       |                        | 脇田勝                                                                       |
| 制作                 |                        | テレビ東京 ザック・プロモーション                                            |
| 初回放送             |                        | 1994年3月25日 『ミッドナイトシネマ』                                         |

## スタッフ
- 監督・脚本：トム・ロペールスキー
- 製作：レスリー・ディクソン
- 撮影監督：デニス・C・ルイストン
- プロダクションデザイナー：ダン・リー
- 編集：マイケル・ジャブロウ
- 衣裳デザイン：ジェームズ・ラピデュス
- 音楽：デヴィッド・ニューマン